# 肺磁図
肺磁図（はいじず）は、肺内に沈着した磁性体に体外から直流磁界を加えて磁化してそこから発生する微小な残留磁気を高感度磁気センサを用いて胸郭の外から計測、可視化する技術。

## 概要
1970年代にマサチューセッツ工科大学のD.Cohenによって肺内の粉塵の分布が計測された。磁場の検出にはフラックス・ゲートセンサや超伝導量子干渉素子(SQUID)が使用される。
塵肺の診断のみならず、腫瘍の検出にも使用される。

## 関連文献
- 小谷誠『生体磁気計測』コロナ社、1995年10月20日、172-182頁。ISBN 4339070289。
- 千代谷慶三. "肺磁図." 日本胸部臨床 40(10), p.811-816, 1981-10, NAID 40002868655.
- 小谷誠, 合原一幸, 内川義則、「肺磁図による粉じん測定」 『BME』 1987 年 1 巻 9 号 p. 653-655, doi:10.11239/jsmbe1987.1.653
- 小谷誠、「生体磁気計測」 『計測と制御』 1988年 27巻 3号 p.205-211, doi:10.11499/sicejl1962.27.205
- 上野照剛、「生体と磁気」 『BME』 1988 年 2 巻 10 号 p. 643-650, doi:10.11239/jsmbe1987.2.643